# Collegio elettorale di Sanluri
Il collegio elettorale di Sanluri è stato un collegio elettorale uninominale del Regno di Sardegna nell'allora provincia di Cagliari. 
Fu istituito in base alla riforma determinata dalla legge del 27 gennaio 1856. In precedenza il collegio aveva la denominazione di Cagliari V.
Era composto dal mandamento di Sanluri con i comuni di San Gavino e Pauli Arbarei, e dai mandamenti di Nuraminis, Guasila e Senorbì.
Con la proclamazione del Regno d'Italia i territori sono confluiti nel Collegio elettorale di Nuraminis

## Dati elettorali
Nel collegio si svolsero le elezioni per la VI e per la VII legislatura.

### VI legislatura
Le votazioni si svolsero in 204 collegi uninominali a doppio turno dopo la modifica dei collegi della Sardegna nel 1856; venne applicata la normativa del 1848 (al primo turno un numero di voti maggiore di un terzo degli iscritti).
| Partito                            | Partito                            | Candidato                          | Primo turno 15 novembre 1857 | Primo turno 15 novembre 1857 | Ballottaggio 19 novembre 1857 | Ballottaggio 19 novembre 1857 |
| Partito                            | Partito                            | Candidato                          | Voti                         | %                            | Voti                          | %                             |
| ---------------------------------- | ---------------------------------- | ---------------------------------- | ---------------------------- | ---------------------------- | ----------------------------- | ----------------------------- |
|                                    | —                                  | Raimondo Orrù Lilliu               | 235                          | 62,01                        | 248                           | 51,88                         |
|                                    | —                                  | Giuseppe Sanna-Sanna               | 144                          | 37,99                        | 230                           | 48,12                         |
|                                    |                                    |                                    |                              |                              |                               |                               |
| Iscritti                           | Iscritti                           | Iscritti                           | 919                          | 100,00                       | 919                           | 100,00                        |
| ↳ Votanti (% su iscritti)          | ↳ Votanti (% su iscritti)          | ↳ Votanti (% su iscritti)          | 500                          | 54,41                        | 482                           | 52,45                         |
| ↳ Voti validi (% su votanti)       | ↳ Voti validi (% su votanti)       | ↳ Voti validi (% su votanti)       | 379                          | 75,80                        | 478                           | 99,17                         |
| ↳ Schede non valide (% su votanti) | ↳ Schede non valide (% su votanti) | ↳ Schede non valide (% su votanti) | 121                          | 24,20                        | 4                             | 0,83                          |
| ↳ Astenuti (% su iscritti)         | ↳ Astenuti (% su iscritti)         | ↳ Astenuti (% su iscritti)         | 419                          | 45,59                        | 437                           | 47,55                         |

L'elezione fu annullata il 4 gennaio 1858 perché, nella 2ª sezione di Nuraminis, il secondo appello della votazione di ballottaggio, era stato effettuato mezz’ora dopo il mezzogiorno, anziché all'una. Il collegio fu riconvocato.
| Partito                            | Partito                            | Candidato                          | Primo turno 3 febbraio 1858 | Primo turno 3 febbraio 1858 | Ballottaggio 7 febbraio 1858 | Ballottaggio 7 febbraio 1858 |
| Partito                            | Partito                            | Candidato                          | Voti                        | %                           | Voti                         | %                            |
| ---------------------------------- | ---------------------------------- | ---------------------------------- | --------------------------- | --------------------------- | ---------------------------- | ---------------------------- |
|                                    | —                                  | Giovanni Siotto Pintor             | 204                         | 56,20                       | 300                          | 68,03                        |
|                                    | —                                  | Giuseppe Sanna-Sanna               | 159                         | 43,80                       | 141                          | 31,97                        |
|                                    |                                    |                                    |                             |                             |                              |                              |
| Iscritti                           | Iscritti                           | Iscritti                           | 949                         | 100,00                      | 949                          | 100,00                       |
| ↳ Votanti (% su iscritti)          | ↳ Votanti (% su iscritti)          | ↳ Votanti (% su iscritti)          | 894                         | 94,20                       | 441                          | 46,47                        |
| ↳ Voti validi (% su votanti)       | ↳ Voti validi (% su votanti)       | ↳ Voti validi (% su votanti)       | 363                         | 40,60                       | 441                          | 100,00                       |
| ↳ Schede non valide (% su votanti) | ↳ Schede non valide (% su votanti) | ↳ Schede non valide (% su votanti) | 531                         | 59,40                       | 0                            | 0,00                         |
| ↳ Astenuti (% su iscritti)         | ↳ Astenuti (% su iscritti)         | ↳ Astenuti (% su iscritti)         | 55                          | 5,80                        | 508                          | 53,53                        |

L'elezione fu annullata il 1º marzo 1853 perché il numero dei deputati magistrati era completo. Il collegio fu riconvocato.
| Partito                            | Partito                            | Candidato                          | Primo turno 29 marzo 1858 | Primo turno 29 marzo 1858 | Ballottaggio 31 marzo 1858 | Ballottaggio 31 marzo 1858 |
| Partito                            | Partito                            | Candidato                          | Voti                      | %                         | Voti                       | %                          |
| ---------------------------------- | ---------------------------------- | ---------------------------------- | ------------------------- | ------------------------- | -------------------------- | -------------------------- |
|                                    | —                                  | Raimondo Orrù Lilliu               | 132                       | 71,35                     | 205                        | 70,69                      |
|                                    | —                                  | Giuseppe Sanna-Sanna               | 53                        | 28,65                     | 85                         | 29,31                      |
|                                    |                                    |                                    |                           |                           |                            |                            |
| Iscritti                           | Iscritti                           | Iscritti                           | 931                       | 100,00                    | 931                        | 100,00                     |
| ↳ Votanti (% su iscritti)          | ↳ Votanti (% su iscritti)          | ↳ Votanti (% su iscritti)          | 231                       | 24,81                     | 292                        | 31,36                      |
| ↳ Voti validi (% su votanti)       | ↳ Voti validi (% su votanti)       | ↳ Voti validi (% su votanti)       | 185                       | 80,09                     | 290                        | 99,32                      |
| ↳ Schede non valide (% su votanti) | ↳ Schede non valide (% su votanti) | ↳ Schede non valide (% su votanti) | 46                        | 19,91                     | 2                          | 0,68                       |
| ↳ Astenuti (% su iscritti)         | ↳ Astenuti (% su iscritti)         | ↳ Astenuti (% su iscritti)         | 700                       | 75,19                     | 639                        | 68,64                      |

### VII legislatura
Le votazioni si svolsero in 387 collegi uninominali a doppio turno. Come previsto dalla legge elettorale del 20 novembre 1859, era eletto al primo turno il candidato che «riunisce in suo favore più del terzo dei voti del total numero dei membri componenti il collegio e più della metà dei suffragi dati dai votanti presenti all'adunanza» (art. 91). Se nessun candidato era eletto, al ballottaggio tra i due candidati con più voti era eletto chi otteneva il maggior numero di voti (art. 92) o, in caso di ugual numero di voti, il maggiore d'età (art. 93).
| Partito                            | Partito                            | Candidato                          | Primo turno 25 marzo 1860 | Primo turno 25 marzo 1860 | Ballottaggio 29 marzo 1860 | Ballottaggio 29 marzo 1860 |
| Partito                            | Partito                            | Candidato                          | Voti                      | %                         | Voti                       | %                          |
| ---------------------------------- | ---------------------------------- | ---------------------------------- | ------------------------- | ------------------------- | -------------------------- | -------------------------- |
|                                    | —                                  | Riccardo Sineo                     | 284                       | 68,11                     | 242                        | 59,90                      |
|                                    | —                                  | Stanislao Caboni                   | 85                        | 20,38                     | 162                        | 40,10                      |
|                                    | —                                  | Efisio Cugia                       | 48                        | 11,51                     |                            |                            |
|                                    |                                    |                                    |                           |                           |                            |                            |
| Iscritti                           | Iscritti                           | Iscritti                           | 1 259                     | 100,00                    | 1 259                      | 100,00                     |
| ↳ Votanti (% su iscritti)          | ↳ Votanti (% su iscritti)          | ↳ Votanti (% su iscritti)          | 562                       | 44,64                     | 406                        | 32,25                      |
| ↳ Voti validi (% su votanti)       | ↳ Voti validi (% su votanti)       | ↳ Voti validi (% su votanti)       | 417                       | 74,20                     | 404                        | 99,51                      |
| ↳ Schede non valide (% su votanti) | ↳ Schede non valide (% su votanti) | ↳ Schede non valide (% su votanti) | 145                       | 25,80                     | 2                          | 0,49                       |
| ↳ Astenuti (% su iscritti)         | ↳ Astenuti (% su iscritti)         | ↳ Astenuti (% su iscritti)         | 697                       | 55,36                     | 853                        | 67,75                      |